# كيكزلا عقربية
كيكزلا عقربية (الاسم العلمي:Kickxella scorpioidea) هو نوع من الفطريات يتبع جنس الكيكزلا من الفصيلة الكيكزلية.